# Paratrypanius savaiiensis
Paratrypanius savaiiensis là một loài bọ cánh cứng trong họ Cerambycidae.